# OHNE90
ONHE90는 대한민국의 가수다. 2016년 EP 《Distortion》으로 데뷔했다. 이전 예명은 '제이덥'이었다.

## 방송
- 쇼미더머니 5 (2016) - Top42